# کلیان گسوم
کلیان گسوم (انگلیسی: Kelyan Guessoum؛ زادهٔ ۵ فوریهٔ ۱۹۹۹) بازیکن فوتبال اهل فرانسه است.
از باشگاه‌هایی که در آن بازی کرده‌است می‌توان به باشگاه فوتبال نیم المپیک اشاره کرد.